# La Ronde des mensonges
Believing The Lie
Ne doit pas être confondu avec Un nid de mensonges.

Localisation du Cumbria.

La Ronde des mensonges (titre original : Believing the Lie) est un roman policier d'Elizabeth George paru en 2012 et publié en français aux Presses de la Cité la même année. Le roman a pour cadre le Lake District et ses petites localités surplombées par les fells dans le Cumbria.
Engagé depuis quelques semaines dans une relation sentimentale avec la commissaire Ardery, Thomas Lynley est envoyé secrètement dans le Cumbria par sir Hillier pour y enquêter sur la mort, qu'on dit accidentelle, de Ian Cresswell, neveu d'un industriel. C'est l'industriel qui a demandé à Hillier de lui envoyer un enquêteur. Lynley se rend donc dans le nord de l’Angleterre, accompagné de Deborah et Simon Saint James. L'ambiance familiale a été bouleversée par la mort de Cresswell. Celui-ci, homosexuel, vivait en couple avec un homme, et cette liaison avait désintégré sa famille, laissant une ex-épouse aigrie et des enfants en souffrance psychologique. Tandis que Barbara Havers est restée à Londres et aide Lynley sur des recherches ponctuelles qu'il lui demande de faire, Lynley, James et Deborah enquêtent chacun de leur côté. Lynley enquête notamment sur les parents et le frère et les sœurs du défunt, tandis que Deborah se focalise sur l'épouse du fils cadet. Dans cette enquête à plusieurs facettes, un journaliste de la presse à scandale, cherchant le scoop qui lancera sa carrière, les observe de loin, sa naïveté et son manque d'expérience étant un élément comique du récit. Toutefois l'enquête connaîtra une issue tragique avec la mort accidentelle de l'une des personnes suspectées, ainsi que par l'enlèvement de la fille unique de Taymullah Azhar (voisin et ami de Barbara Havers) par sa mère.

## Principaux personnages

### Le défunt
- Ian Cresswell : 40 ans ; père de Tim et Gracie Cresswell ; époux (séparé) de Niamh Cresswell ; neveu de Bernard Fairclough et cousin de Nicholas Fairclough ; compagnon de Kaveh Mehran avec qui il vit dans le cadre d'un couple homosexuel.

### Enquêteurs
- Thomas (« Tommy ») Lynley : 38 ans ; inspecteur-principal à Scotland Yard.
- Barbara Havers : sergent à Scotland Yard.
- Isabelle Ardery : commissaire de police à Scotland Yard.
- Winston Nkata : sergent à Scotland Yard (rôle secondaire).
- Simon Saint James : médecin légiste ; ami de Thomas Lynley.
- Deborah (« Deb ») Saint James : photographe ; épouse de Simon ; amie de Thomas Lynley.

### Familles Fairclough et Cresswell
- Bernard Fairclough (né Bernard Dexter) : riche industriel ; époux de Valerie Fairclough ; père de Nicholas, Manette et Mignon Fairclough.
- Valerie Fairclough : épouse de Bernard ;  mère de Nicholas, Manette et Mignon Fairclough.
- Nicholas (« Nicky ») Fairclough : fils de Bernard et Valerie ; frère de Manette et de Mignon ; 32 ans ; ancien drogué et ancien alcoolique.
- Alatea (« Allie ») Vasquez y del Torres : épouse de Nicholas Fairclough ; d'origine argentine.
- Mignon Fairclough : fille de Bernard et Valerie ; sœur de Nicholas et de Manette ; cousine de Ian Cresswell.
- Manette Fairclough-McGhie : fille de Bernard et Valerie ; sœur de Nicholas et de Mignon ; ex-épouse de Freddie McGhie ; cousine de Ian Cresswell.
- Freddie McGhie : ex-époux de Manette Fairclough ; salarié de Fairclough Industries.
- Kaveh Mehran : 28 ans ; compagnon d'origine iranienne de Ian Cresswell avec qui il vit en couple.
- Niamh Cresswell : épouse (séparée) de Ian Cresswell.
- Timothy (« Tim ») : 14 ans ; fils de Ian Cresswell et de Niamh Cresswell.
- Gracie Cresswell : 10 ans ; fille de Ian Cresswell et de Niamh Cresswell.

### Autres personnages importants
- Georges Cowley : fermier et voisin de la famille Fairclough.
- « Toy4You » : pseudonyme d'un inconnu avec lequel Tim Cresswell discute sur internet.
- Rodney Aronson : rédacteur en chef à « La Source » et chef direct de Zed Benjamin.
- Zedekiah (« Zed ») Benjamin : journaliste (débutant) au journal « La Source ».
- Vivienne Tully : ancienne employée de l’entreprise familiale Fairclough Industries.

### Personnages secondaires
- Haddiyyah Azhar et son père Taymullah Azhar : voisins de Barbara Havers.
- Angelina Upman : ex-épouse de Taymullah Azhar.
- Bob : ex-époux d'Isabelle Ardery.
- Suzanna Benjamin : mère de Zedekiah (« Zed ») Benjamin.
- Yaffa Shaw : jeune femme que Suzanna Benjamin voudrait voir mariée avec Zed.

## Résumé
L'action est narrée en chapitres non numérotés, qui mentionnent les dates auxquelles se déroulent les événements ainsi que les lieux. L'action se déroule du 10 octobre au 15 novembre.

### Mise en place de l’intrigue
Ian Cresswell, le neveu de l'industriel Bernard Fairclough et gestionnaire de l’entreprise familiale, se noie dans le hangar à bateau du domaine familial, au bord du lac Windermere. Après une enquête, la police locale conclut à un accident. Toutefois Fairclough fait appel à sir Hillier, adjoint du directeur général de Scotland Yard, pour qu'un inspecteur chevronné vienne reprendre l'enquête sur place, en toute discrétion. Lorsque Thomas Lynley est désigné par Hillier pour cette mission, la commissaire Isabelle Ardery n'en est pas informée : Hillier a ordonné le secret absolu. 
Ceci est d'autant plus gênant pour Lynley qu'il a depuis plusieurs semaines une liaison sentimentale et sexuelle avec Isabelle Ardery qui, non seulement est sa collègue et sa chef, mais a aussi un caractère affirmé. Lynley va devoir s'absenter de Londres pendant un certain temps, sans devoir révéler à Isabelle le lieu et la nature de son enquête.
Pour accomplir sa mission, Lynley demande à Simon Saint James et à l'épouse de ce dernier, Deborah, de l'accompagner. Tous trois se rendent donc dans le Cumbria en plein automne.
Parallèlement à la préparation de l'expédition par les enquêteurs, les différents personnages sont présentés. En particulier les deux sœurs jumelles (Manette et Mignon Fairclough), filles de Bernard et Valerie Fairclough, ne s'entendent pas entre elles, et Niamh Cresswell, l'ex-épouse de Ian Cresswell, n'a pas digéré que son ex-époux l'ait quittée pour vivre avec un homme. Les enfants du couple, Tim et Gracie, sont d'ailleurs dans une situation psychologique préoccupante, ballotés par la mort inattendue d'un père homosexuel et d'une mère qui ne veut pas s'occuper d'eux. L'amant du défunt, Kaveh, joue pour sa part son propre jeu et n'a pas du tout l'intention de quitter les lieux, puisque Ian Cresswell lui a légué sa maison. Le fermier Georges Cowley, qui veut racheter cette maison, est particulièrement désappointé de cette situation.
Par ailleurs, le jeune Zedekiah (« Zed ») Benjamin vient d'être embauché comme journaliste pigiste par le journal de presse people « La Source ». Son rédacteur en chef lui demande de bien vouloir ramener un scoop. Zed, qui s'est déjà rendu à deux reprises dans le Cumbria, décide d'y retourner pour fignoler un reportage qu'il a déjà écrit, en y intégrant « du sexe et de l'argent » comme exigé par le rédacteur en chef. Sa mère voulant à tout prix le marier avec la jeune Yaffa, la jeune femme et lui mettent au point un plan afin de trouver un minimum de quiétude : faire croire à Mme Benjamin qu'ils sont attirés l'un par l’autre.
Enfin, Taymullah Azhar, le voisin et ami de Barbara Havers, reçoit à son domicile, de manière épisodique, Angelina, son ex-épouse, avec qui le couple a eu la pétillante Haddiyyah, 9 ans.

### L'enquête
Nombreux sont celles et ceux qui auraient eu intérêt à éliminer Ian Cresswell. L'enquête s'oriente en direction de deux séries de suspects, tandis que les vies personnelles de certains personnages sont évoquées.
- Tim Cresswell

Àgé de 14 ans, l'adolescent a souffert de savoir que son père était homosexuel et qu'il avait quitté sa mère pour cette raison. Devenu taciturne, il s'oppose au compagnon de Ian et souffre de l'absence d'amour de sa mère. Il méprise sa sœur de 10 ans qui parvient à occulter des événements. Tim échange depuis plusieurs semaines des courriers électroniques avec un inconnu. Il est question d'un « marché » à connotation sexuelle et pédophile.
- Niamh Cresswell

Mère de Tim et de Gracie, elle a été perturbée par la séparation d'avec Ian. Elle parcourt les sites de rencontres sur internet et a des relations sexuelles avec divers hommes. Le dernier en date lui plaît bien et elle l’a reçu à son domicile. Voulant refaire sa vie sentimentale et sexuelle, elle considère la présence de ses enfants à domicile comme étant un obstacle à ses buts, à la grande stupéfaction et réprobation de Manette Fairclough.
- Kaveh Mihran

Compagnon de vie de Ian depuis deux ans, il est devenu l'un des suspects. Il bénéficie d'une partie de l'héritage de Ian, qui lui a légué sa maison d'habitation. La situation se complique pour la famille et le voisinage quand ils apprennent que l'homme, homosexuel notoire, va se marier avec une Iranienne et que le couple va habiter dans la maison léguée par Ian.
- Freddie McGhie et Manette Fairclough-McGhie

Après 25 ans de vie commune, le couple a divorcé. Freddie fait des rencontres d'ordre sentimental qui ne durent pas vraiment longtemps, et Manette se demande s'ils ont bien fait de divorcée, elle qui a peu de chances de retrouver quelqu'un qui lui convienne. Freddie est chargé par Bernard de vérifier les comptes bancaires de Ian et fait d'étranges découvertes d'ordre financier, notamment des sommes importantes versées à Mignon, la sœur de Manette. Pour sa part Manette tente de venir en aide à Tim et Gracie en faisant jouer la fibre maternelle de Niamh, sans succès. Freddie et elle découvrent que Tim a des échanges avec un inconnu sur internet et que cela concerne la sexualité pédophile. Ils décident d'unir leurs efforts et de réagir.
- Mignon Fairclough

Handicapée depuis un accident qu'elle a eu dans la jeunesse, et véritable « concierge » du domaine, Mignon est détesté par sa sœur. Comme Ian, elle bénéficie de fortes sommes d'argent déposées chaque mois sur son compte bancaire. On apprend qu'elle fait chanter son père. Quand le chantage est révélé à tous, et que l'on apprend que son handicap est quasi-inexistant, elle est rejetée par ses parents et sa pension est supprimée.
- Bernard Fairclough et Valerie Fairclough

Lynley enquête avec rapidité et sérieux sur cette affaire de noyade de Ian. Les faits semblent évoquer un accident, et en tout cas on n’a aucun élément de nature à suspecter un assassinat. Il a une réunion avec Bernard et Valerie sur l'affaire, et il apprend que c'est Valerie qui a ordonné à son époux de contacter sir Hillier pour qu'une enquête complémentaire soit diligentée. L'enquête de Lynley lui fait découvrir qu'une ex-employée de l’entreprise familiale, Vivienne Tully, perçoit régulièrement depuis plusieurs années une pension sur son compte bancaire. En liaison avec Barbara Havers, il découvre que Vivienne avait eu une liaison avec Bernard Fairclough et qu'une enfant, âgée de 8 ans, était née de cette liaison cachée. Mignon en avait eu connaissance et avait exigé une pension mensuelle en échange de son silence. Cette information lâchée lors d'une réunion familiale à laquelle sont présents Bernard, Valerie, Nicholas, Mignon et Manette, provoque un clash qui remet en question les relations entre, d'une part, Bernard et Valerie, et d'autre part entre les parents et leurs trois enfants.
- Nicholas Fairclough

Ancien drogué et alcoolique, Nick avait fait le tour du monde et avait échoué en Utah. Là, il y avait rencontré Alatea Vasquez, une belle argentine avec qui il s'était marié. Rentré en Angleterre, Bernard et Valerie avaient accepté qu'il travaille dans l’entreprise familiale, sans avoir toutefois un poste important. Tout porte à croire que le mariage avec Alatea lui a été profitable car il n'a apparemment plus touché de drogue et d'alcool depuis deux ans.
- Alatea Fairclough

Lors de sa visite avec Lynley au domicile de Nicholas et Alatea Fairclough, Deborah a été intriguée par un magazine placé sur la table du salon auquel une page avait été arrachée. Ce magazine, traitant de procréation, de don de sperme, de gestation pour autrui, etc., fait écho aux angoisses intimes de Deborah qui est devenue stérile et qui a rejeté l’idée d'adopter un enfant. Retrouvant la page manquante du magazine en faisant des recherches à la bibliothèque municipale, elle voit que la page arrachée concernait des petites annonces de parents cherchant une mère porteuse. Deborah est persuadée que ce secret conjugal avait été découvert par Ian, si bien que Bernard ou Alatea auraient eu un motif de supprimer un témoin gênant, d'autant plus que la mort de Ian pouvait impliquer de nouvelles responsabilités pour Nick dans l'entreprise familiale.
- Zed Benjamin

Arrivé pour la troisième fois dans le Cumbria pour « muscler » son article, Zed constate que Déborah Saint James procède aussi à une enquête. Mais Deborah, renseignée par Barbara Havers qui a appris que « La Source » avait envoyé un journaliste dans le Cumbria, fait croire au jeune homme qu'elle est sergent de police en mission d'enquête. Elle propose à Zed, qui gobe le mensonge, d'enquêter à deux et de partager les informations. Tous deux se mettent à suivre Alatea. Leurs filatures leur montrent que la jeune femme rencontre régulièrement une femme à Lancaster et que cela concerne un projet de mère porteuse. Chaque soir, Zed téléphone à Londres pour rassurer sa mère. Il a des contacts réguliers avec Yaffa, dont les conseils pertinents lui font découvrir une jeune femme intelligente et pondérée. Il se dit qu'il est dommage que Yaffa ait un compagnon à Tel-Aviv : peut-être qu'il aurait pu tomber amoureux d'elle. Quoi qu'il en soit, son enquête en collaboration avec Deborah ne lui permet de glaner aucune information utile et, les jours passant, il devient de plus en plus nerveux au sujet de cette enquête qui ne donne aucun résultat tangible et publiable en matière « de sexe et d'argent ».

### Dénouement et révélations finales
- Bilan de l'enquête sur la mort de Ian

Simon Saint James et Thomas Lynley ont soigneusement exploré toutes les pistes. Ils sont tombés d'accord pour constater que la mort de Ian résulte d'un triste accident : les pierres descellées l'étaient depuis des années ; l'homme était au courant de ce problème ; ce soir là, il avait été victime de sa négligence et de l'obscurité. Aucun complot criminel n'est décelé par les deux enquêteurs. Ils décident de terminer l'enquête et de retourner à Londres.
- Tim, Gracie et Niamh Cresswell

Tim avait proposé à un auteur de films pédophiles de tourner dans un tel film, en échange de quoi on l’aurait tué. En effet, il en a assez de sa vie et de sa famille et cherche à mourir sans se suicider. Mais Freddie et Manette ont découvert les échanges de courriers électroniques et, après avoir alerté la police, ont découvert le lieu de tournage du film pédophile (une adaptation pornographique de Peter Pan, de Wendy et du capitaine Crochet). Freddie et Manette parviennent à faire fuir les pédophiles et à récupérer Tim, mal en point mais conscient. Il est emmené à l'hôpital. Freddie et Manette propose à Niamh de récupérer Tim et Gracie à leur domicile ; Niamh accepte.
- Kaveh Mihran

L'homme compte bien se marier avec une Iranienne et habiter le cottage légué par Ian. Quand sa future épouse et les parents de cette dernière arrivent au cottage, ils y sont reçus par Manette, laquelle leur parle de Ian mais pas de son homosexualité.
- Freddie McGhie et Manette Fairclough-McGhie

Les deux ex-époux, après avoir sauvé Tim, se rendent compte qu'ils ont divorcé à tort et que leur amour a subsisté à la suite de leur séparation. Ils décident de se remarier : ils ne peuvent pas vivre l'un sans l’autre.
- Bernard Fairclough et Valerie Fairclough

La révélation de l'existence de la relation entre Bernard et Vivienne, ainsi que la révélation d'une fille naturelle, perturbe évidemment les relations entre Bernard et Valerie. Cette dernière décide de pardonner à son conjoint avec qui elle est mariée depuis 42 ans, mais elle lui demande de cesser ses infidélités. Le couple ne se sépare donc pas.
- Alatea Fairclough

Obsédée par sa propre expérience de femme stérile, Deborah enquête à marche forcée sur les démarches d'Alatea en vue de la recherche d'une mère porteuse dans le cadre d'une gestation pour autrui. Elle est aidée dans son enquête par le naïf Zed. Mais l'enquête de Deborah perturbe gravement Alatea qui a un secret à cacher. Deborah informe Lynley de cette situation et ce dernier demande à Barbara Havers de faire des recherches sur ce sujet. Grâce à Winston Nkata, Barbara découvre une information absolument inattendue : la jeune Alatea, épouse de Nicholas, était née de sexe masculin à la naissance. Vers 16 ans, le jeune Santiago avait, grâce à un généreux mécène transsexuel, effectué une opération chirurgicale au cours de laquelle ses attributs virils lui avaient été retirés et où un semblant de vagin lui avait été inséré. Née homme, Santiago avait changé de prénom en Alatea, avait quitté l'Argentin, subi l'opération, quitté son mécène, rencontré Nicholas en Utah, l'avait épousé et était venue dans le Cumbria. Ne pouvant pas avoir d'enfant et n'ayant jamais révélé à Nicholas sa transsexualité, elle avait décidé de recourir secrètement à une mère porteuse. Une fois Lynley informé, ce dernier rencontre Alatea. La jeune femme reconnaît les faits et ne veut à aucun prix que son époux apprenne son histoire secrète. Par la suite, Deborah se présente au domicile d'Alatea et, ignorant tout de la transsexualité d'Alatea, présente des excuses. Mais Alatea croit depuis le début que Déborah (dont elle sait qu'elle n'est pas une documentariste telle qu'annoncée officiellement ni une policière) a été envoyée par son ancien mécène. Un quiproquo a lieu entre les deux femmes : Deborah parle qu'« il est en train de venir » (à propos de Nicholas), tandis qu'Alatea croit qu'elle parle de son ancien mécène. Après le départ de Deborah, et celle-ci s'entretenant avec Nichola qui vient d'arriver, elle s'enduit par la porte de derrière. Elle souhaite se rendre à la gare de l’autre côté du lac et va profiter de la marée basse et de la pleine lune. Elle ignore toutefois que, ce soir, c'est la période du mascaret. En dépit de l'alerte donnée par Nicholas aux garde-côtes, Alatea se noie dans l'eau du mascaret dont elle ne peut échapper. Nicholas est assommé par la douleur de perdre Alatea, qu'il aimait tendrement. Deborah a un sentiment de culpabilité : si elle n'avait pas enquêté sur les démarches de mère porteuse d'Alatea, celle-ci ne serait pas morte.
- Zed Benjmain

Berné par Deborah et n'ayant déniché aucun scoop pour son journal, Zed est licencié par son rédacteur en chef pour incompétence. Il n'a jamais compris que Deborah n'était pas policière comme elle le lui avait affirmé, et n'a jamais croisé ni vu Thomas Lynley. De retour à Londres, il déclare à Yaffa qu'il est dommage qu'ils doivent faire croire à sa mère qu'ils vont se séparer, il a failli tomber amoureux d'elle. Yaffa lui déclare alors qu'elle est amoureuse de lui depuis le premier jour et qu'elle n’a jamais eu de petit ami appelé Micah étudiant en Israël. Elle avoue l’avoir manipulé. Ils décident de se marier, et Zed convient que le métier de journaliste dans la presse people n'est pas fait pour lui.
- Haddiyyah et Taymullah Azhar

Un soir, rentrant à son domicile, Barbara Havers découvre son voisin et ami Taymullah Azhar terrassé : son ex-compagne Angelina, qu'il avait revue à plusieurs reprises ces derniers temps, est passée dans la journée alors qu'il était absent et a embarqué Haddiyyah. Elle est sa mère légale, il n'a jamais reconnu l’enfant, il ignore où Haddiyyah et Angelina sont parties. Barbara tente de lui remonter le moral, sans succès, mais elle est consciente qu'elle ignore dans quelle direction chercher pour retrouver la petite fille et sa mère. Le roman suivant, Juste une mauvaise action, commence par exactement au moment où Barbara Havers apprend l'enlèvement de la petite fille.
- Thomas Lynley

Le roman se termine par la décision de Thomas Lynley et d'Isabelle Ardery de convenir, d'un commun accord, de rompre leur liaison. Ils ont compris qu'ils ne sont pas réellement amoureux l'un de l'autre, que leur activité professionnelle respective sera toujours un obstacle entre eux, et que Lynley n'était sortie avec Isabelle que pour se guérir de la mort dramatique, dix mois auparavant, de son époux Helen Clyde. Quand Barbara Havers l'appelle avec son téléphone portable pour lui demander conseil sur la disparition d'Haddiyyah, Lynley se trouve au stade de Londres où il assiste à un match de roller derby avec son majordome Denton. L'une des participantes au match est la vétérinaire Daidre Trahair, longuement croisée dans le roman Le Rouge du péché qui se déroulait huit mois auparavant. La conversation ne peut avoir lieu tant le bruit est intense. Mais Barbara Havers entend, pour la première fois depuis dix mois, Lynley rire aux éclats : sa période de deuil est manifestement terminée.

## Autour du roman
- Le journal de caniveau « La Source » avait déjà été cité dans l'un roman précédent, Sans l'ombre d'un témoin, où un journaliste avait décidé de suivre Thomas Lynley et de le photographier à son domicile. La Ronde des mensonges se déroule 10 mois après la mort d'Helen Clyde, donc la même année que le récit narré dans Sans l'ombre d'un témoin.
- Lynley s'était déjà rendu dans le nord de l'Angleterre en plein automne : Enquête dans le brouillard.
- L'enlèvement d'Haddiyyah, fille unique de Taymullah Azhar (voisin et ami de Barbara Havers), par sa mère et sa recherche en Italie sera au centre du roman suivant, Juste une mauvaise action.